# العلاقات الغيانية الليختنشتانية
العلاقات الغيانية الليختنشتانية هي العلاقات الثنائية التي تجمع بين غيانا وليختنشتاين.

## مقارنة بين البلدين
هذه مقارنة عامة ومرجعية للدولتين:
| وجه المقارنة                                              | غيانا        | ليختنشتاين                                 |
| --------------------------------------------------------- | ------------ | ------------------------------------------ |
| المساحة (كم2)                                             | 214.97 ألف   | 16                                         |
| عدد السكان (نسمة)                                         | 777.86 ألف   | 37.47 ألف                                  |
| الكثافة السكانية (ن./كم²)                                 | 3.62         | 234.19 ألف                                 |
| العاصمة                                                   | جورج تاون    | فادوتس                                     |
| اللغة الرسمية                                             | لغة إنجليزية | اللغة الألمانية                            |
| العملة                                                    | دولار غياني  | فرنك سويسري                                |
| الناتج المحلي الإجمالي (بليون دولار)                      | 3.68 مليار   | 6.29 مليار                                 |
| الناتج المحلي الإجمالي (تعادل القوة الشرائية) بليون دولار | 5.77 مليار   |                                            |
| الناتج المحلي الإجمالي الاسمي للفرد دولار أمريكي          | 4.13 ألف     |                                            |
| الناتج المحلي الإجمالي للفرد دولار أمريكي                 |              |                                            |
| مؤشر التنمية البشرية                                      |              | 0.908                                      |
| رمز المكالمات الدولي                                      | +592         | +423                                       |
| رمز الإنترنت                                              | .gy          | .li                                        |
| المنطقة الزمنية                                           | 00           | توقيت وسط أوروبا، ت ع م+01:00، ت ع م+02:00 |

## منظمات دولية مشتركة
يشترك البلدان في عضوية مجموعة من المنظمات الدولية، منها:
| علم المنظمة | اسم المنظمة                   | تاريخ انضمام غيانا | تاريخ انضمام ليختنشتاين |
| ----------- | ----------------------------- | ------------------ | ----------------------- |
|             | الاتحاد البريدي العالمي       | ?                  | ?                       |
|             | الاتحاد الدولي للاتصالات      | 8 مارس 1967        | 25 يوليو 1963           |
|             | منظمة حظر الأسلحة الكيميائية  | ?                  | ?                       |
|             | منظمة التجارة العالمية        | ?                  | ?                       |
|             | منظمة الشرطة الجنائية الدولية | ?                  | ?                       |
|             | الأمم المتحدة                 | 20 سبتمبر 1966     | 18 سبتمبر 1990          |

## وصلات خارجية
- موقع وزارة الخارجية الغيانية